# Flerovi
El flerovi és l'element químic sintètic de símbol Fl i nombre atòmic 114. Es tracta d'un element superpesant i extremament radioactiu. El seu nom, aprovat per la Unió Internacional de Química Pura i Aplicada (IUPAC) el 30 de maig del 2012, fou elegit en honor del Laboratori Fliórov de Reaccions Nuclears de l'Institut Unificat de Recerca Nuclear, que l'havia sintetitzat el 1999. Al seu torn, el laboratori havia estat anomenat en honor del físic rus Gueorgui Fliórov. A mitjans de la dècada del 1990 havia fracassat una proposta de la mateixa IUPAC per aplicar el nom flerovi i el símbol Fl a l'element 102 (nobeli).
Pertany al 7è període de la taula periòdica i al grup del carboni (grup 14). S'ha calculat la configuració electrònica del flerovi és {\displaystyle {\ce {[Rn] 7s^2 7p^2 5f^14 6d^10}}}.
S'han mesurat molt poques propietats del flerovi o dels seus compostos; això es deu a la seva producció extremadament limitada i cara i al fet que decau molt ràpidament. S'han mesurat algunes propietats singulars, però en la seva majoria, les propietats del flerovi romanen desconegudes i només hi ha prediccions disponibles. Les propietats químiques del flerovi poden ser similars a les del plom.

## Història

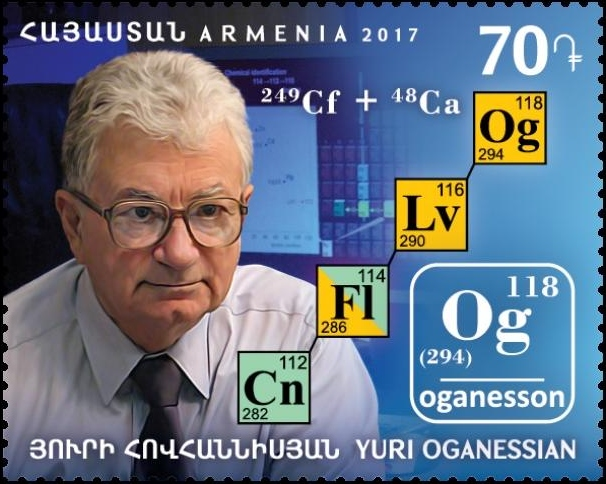
Iuri Oganessian amb la cadena de desintegració de l'oganessó 294, anomenat en el seu honor, que produeix flerovi-286, en un segell d'Armènia.

La primera síntesi del flerovi tingué lloc el 1998 a l'Institut de Recerca Nuclear de Dubnà a Rússia. Utilitzant un objectiu de plutoni 244, produït per Kenton Moody al Laboratori Nacional Lawrence Livermore a Califòrnia, l'equip dirigit per Iuri Oganessian i Vladímir Utiónkov a Dubnà llançaren contra ell un flux de calci 48, un isòtop rar de calci, però que es produeix de manera natural. El bombardeig durà 40 dies, durant els quals es dispararen a l'accelerador uns 5 milions de bilions de cations calci 48, i només es detectà un únic àtom de l'isòtop 289 del flerovi, amb un període de semidesintegració de 30,4 s.
{\displaystyle {\ce {^244_94Pu + ^48_20Ca -> ^289_114Fl + 3 ^1_0n}}}
Posteriorment produí petites quantitats d'isòtops 286, 287 i 288. És interessant que el període de semidesintegració de 30 segons per a aquest primer àtom no s'hagi reproduït mai, provocant especulacions sobre la veracitat de la síntesi.
Els àtoms del flerovi es desintegren a través de l'emissió d'una partícula alfa a àtoms del copernici.
{\displaystyle {\ce {^289_114Fl -> ^285_112Cn + ^4_2He}}}

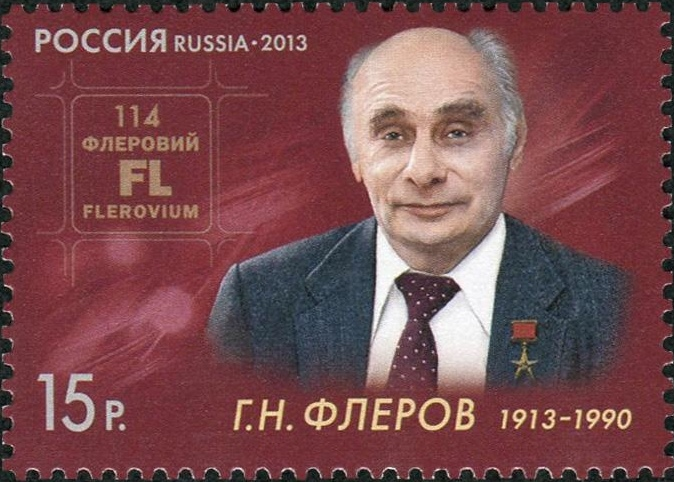
Segell en homenatge a Gueorgui Fliórov

El juny de 2011 el descobriment del flerovi fou reconegut per la Unió Internacional de Química Pura i Aplicada (IUPAC) i la Unió Internacional de Física Pura i Aplicada (IUPAP). Els descobridors l'anomenaren flerovi, en honor del Laboratori Fliórov de Reaccions Nuclears, nom que fou aprovat per la IUPAC el 30 de maig de 2012.

## Propietats
El nucli del flerovi està constituït per 114 protons, la qual cosa significa que presenta un anomenat nombre màgic de protons que li confereix una especial estabilitat segons els models més antics. Els models moderns indiquen que el nombre màgic de protons hauria de ser 120. Tanmateix l'isòtop més massiu conté 176 neutrons, el flerovi-290, lluny encara del nombre màgic de 184, però proper, per la qual cosa els estudis d'estabilitat són importants.
Recents càlculs d'estat sòlid indiquen que els àtoms del flerovi metàl·lic només estarien feblement units, menys que en el mercuri, però més que en el xenó (energies cohesives de 50, 75 i 16 kJ·mol−1, respectivament). Això suggereix que el flerovi seria un líquid metàl·lic a temperatura ambient, com el mercuri.
Segons càlculs teòrics, la configuració electrònica del flerovi és 6d(10) 7s(2) 7p1/2(2), indiquen que serien similars als gasos nobles a causa dels efectes relativistes molt forts sobre els orbitals de valència 7s i 7p1/2. Recents càlculs completament relativistes que han estudiat el flerovi en diferents entorns suggereixen que és menys reactiu que els seus homòlegs més lleugers del mateix grup 14, però que encara presenta un caràcter metàl·lic. Els estudis experimentals de cromatografia gas-sòlid sobre flerovi, ha revelat la formació d'un enllaç feble després de la fisisorció en una superfície d'or. El comportament d’adsorció observat del flerovi apunta a una major inertesa en comparació amb el seu homòleg més proper del grup, el plom. No obstant això, el límit inferior mesurat per a l'entalpia d'adsorció de flerovi en una superfície d'or indica la formació d'un enllaç metall-metall Fl–Au. El flerovi és l'element menys reactiu del grup, però no deixa de ser un metall.

## Isòtops
Actualment s'han observat cinc isòtops del flerovi, amb nombres màssics 285, 286, 287, 288 i 289. L'isòtop de flerovi amb major període de semidesintegració o semivida (0,97 s) és el de nombre màssic 289. Altres tres isòtops del flerovi tenen semivides de 0,52, 0,51 i 0,16 segons. Aquests llargs períodes de semidesintegració s'explicaren com a "costes" de l’"illa d'estabilitat", un terme per a àtoms amb un cert nombre de protons i neutrons que els fan molt més estables que altres elements transurànics. No obstant això, els càlculs teòrics apunten a l'isòtop encara no produït flerovi-298 com el «pic» de l'illa. Aquests isòtops es desintegren principalment per emissió de partícules alfa, però el flerovi-284 ho fa únicament per fissió espontània i el flerovi-286m també en un 60 % dels casos.

### Nucleosíntesi

#### Combinacions de projectil-objectiu que condueixen a nuclis compostos Z=114
La taula següent conté diverses combinacions d'objectius i projectils que es podrien fer servir per formar nuclis compostos amb Z=114.
| Destinació | Projectil | NC     | Resultat esperat            |
| ---------- | --------- | ------ | --------------------------- |
| 208Pb      | 76Ge      | 284114 | Falta de dades              |
| 232Th      | 54Cr      | 286114 | Reacció amb èxit            |
| 238U       | 50Ti      | 288114 | Reacció encara no intentada |
| 244Pu      | 48Ca      | 292114 | Reacció amb èxit            |
| 242Pu      | 48Ca      | 290114 | Reacció amb èxit            |
| 239Pu      | 48Ca      | 287114 | Reacció amb èxit            |
| 248Cm      | 40Ar      | 288114 | Reacció encara no intentada |
| 249Cf      | 36S       | 285114 | Reacció encara no intentada |

#### Fusió freda
Aquesta secció tracta de la síntesi de nuclis de flerrovi per les anomenades reaccions de fusió "en fred". Es tracta de processos que creen nuclis compostos a energies d'excitació baixa (~ 10-20 MeV, per això el terme "en fred"), portant a una major probabilitat de supervivència de la fissió. El nucli excitat decau després l'estat fonamental a través de l'emissió de només un o dos neutrons.

##### 208Pb(76Ge, xn)284−x114
El primer intent de sintetitzar l'element 114 en reaccions de fusió en fred es va realitzar al Grand Accélérateur National d'Ions Lourds (GANIL), a França, el 2003. No s'han detectat àtoms establint un límit de detecció de 1,2 pb.

#### Fusió calenta
Aquesta secció tracta de la síntesi de nuclis de flerrovi per les anomenades reaccions de fusió "calentes". Es tracta de processos que creen els nuclis compostos a energies d'excitació elevades (~ 40-50 MeV, per això el terme "calent"), conduint a una menor probabilitat de supervivència de la fissió. El nucli excitat cau després a l'estat fonamental mitjançant l'emissió de 3-5 neutrons. Les reaccions de fusió utilitzant nuclis de 48Ca solen produir nuclis compostos amb energies d'excitació intermedis (~ 30-35 MeV) i són de vegades anomenades reaccions de fusió "càlides". Això condueix, en part, a uns rendiments relativament alts per a aquestes reaccions.

##### 244Pu(48Ca, xn)292−x114 (x=3,4,5)
El primer experiment de síntesi de l'element 114 va ser efectuat per l'equip a Dubnà el novembre de 1998. Van poder detectar una única, llarga cadena de desintegració, assignada a 289114. La reacció va ser repetida el 1999 i es van detectar 2 àtoms més de l'element 114. Els productes van ser assignats a 288114. L'equip també va estudiar la reacció el 2002. Durant el mesurament de les funcions d'excitació d'evaporació de 3n, 4n i 5n van ser capaços de detectar 3 àtoms de 289Uuq114, 12 àtoms del nou isòtop 288Uuq114, i 1 àtom del nou isòtop 287Uuq114. Basant-se en aquests resultats, el primer àtom de ser detectat va ser assignat provisionalment al 290Uuq114 o 289mUuq114, mentre que els dos àtoms posteriors van ser assignats a 289Uuq114 i, per tant, pertanyen al descobriment experimental no oficial. En un intent d'estudiar la química de l'element 112 com l'isòtop 285Cn112, es va repetir aquesta reacció l'abril de 2007. Sorprenentment, el PSI-FLNR va detectar directament 2 àtoms de 288Uuq114 que formen la base per als primers estudis químics de l'element 114.

Al juny de 2008, es va repetir l'experiment per avaluar millor la química de l'element utilitzant l'isòtop 289Uuq114. L'únic àtom que es va detectar sembla que confirma les propietats de gas noble de l'element.

Al maig-juliol de 2009, l'equip del GSI va estudiar aquesta reacció, per primera vegada, com un primer pas cap a la síntesi de l'element 117. L'equip va ser capaç de confirmar la síntesi i les dades de la desintegració del 288Uuq114 i 289Uuq114.

##### 242Pu(48Ca, xn)290−x114 (x=2,3,4)
L'equip de Dubná va estudiar per primera vegada aquesta reacció el març-abril del 1999 i va detectar dos àtoms de l'element 114, assignats al 287Uuq114. La reacció va ser repetida el setembre de 2003 per intentar confirmar les dades de les desintegracions del 287Uuq114 i del 283Cn112 ja que entraven en conflicte amb les dades del 283Cn112 que ja havien estat recollits (vegeu copernici). Els científics russos van ser capaços de mesurar dades de la desintegració de 288Uuq114, 287Uuq114 i el nou isòtop 286Uuq114 a partir de les mesures per a les funcions d'excitació de 2n, 3n i 4n.

L'abril del 2006, una col·laboració PSI-FLNR va utilitzar la reacció per determinar les primeres propietats químiques de l'element 112 mitjançant la producció de 283Cn112 com un producte de rebuig. En un experiment de confirmació a l'abril de 2007, l'equip va ser capaç de detectar 287Uuq114 directament i, per tant, mesurar algunes dades inicials sobre les propietats químiques atòmiques de l'element 114.

L'equip de Berkeley, usant el Berkeley gas-filled separator (BGS), va continuar els seus estudis utilitzant els recentment adquirits objectius de 242Pu per intentar la síntesi de l'element 114 al gener de 2009 usant l'anterior reacció. Al setembre de 2009, van informar que havien tingut èxit en la detecció de 2 àtoms d'E114, com 287Uuq114 y 286Uuq114, confirmant les propietats de desintegració informades al FLNR, encara que les seccions transversals mesures van ser lleugerament inferiors, però les estadístiques eren de menor qualitat.